# A Woman's Fool
A Woman's Fool er en amerikansk stumfilm fra 1918 af John Ford.

## Medvirkende
- Harry Carey - Lin McLean
- Betty Schade - Katie Lusk
- Molly Malone - Jessamine Buckner
- Millard K. Wilson
- Ed Jones - 'Honey' Wiggin
- Vester Pegg - Tommy Lusk
- William A. Carroll - Lusk
- Roy Clark - Billy
- Sam De Grasse